# Lijst van nummer 1-hits in de Tijd voor Teenagers Top 10
De Tijd voor Teenagers Top 10 uit het gelijknamige radioprogramma van de VARA werd uitgezonden van 30 november 1963 tot en met 29 januari 1966. De lijst was een wekelijkse top 10 van de best verkochte singles. Het was de eerste hitlijst die op door de publieke omroep werd uitgezonden.
Vanaf 5 februari 1966 werd de eigen lijst afgeschaft en werd de bovenste tien van de Parool Top 20 uitgezonden. Deze top 10 werd tevens afgedrukt in de VARAgids.
Hieronder een overzicht van de nummer 1-hits in Tijd voor Teenagers Top 10. De vermelde datum is die waarop het nummer naar de eerste plaats steeg.

## 1963
- 30 november: If I had a hammer / A-me-ri-ca - Trini Lopez (5 weken)

## 1964
- 4 januari: Pour moi la vie va commencer - Johnny Halliday (4 weken)
- 1 februari: I want to hold your hand - The Beatles (7 weken)
- 21 maart: Vous permettez, monsieur? - Adamo (11 weken)
- 6 juni: De winter was lang - Willeke Alberti (1 week)
- 13 juni: Can't buy me love - The Beatles (3 weken)
- 4 juli: Long tall Sally - The Beatles (3 weken)
- 25 juli: A hard day's night - The Beatles (5 weken)
- 29 augustus: It's all over now - Rolling Stones (3 weken)
- 18 september: I should have known better - The Beatles (3 weken)
- 10 oktober: Oh, pretty woman - Roy Orbison (9 weken)
- 12 december: Quand le soleil dit bonjour aux montagnes (The French song) - Lucille Starr (4 weken)

## 1965
- 9 januari: I feel fine - The Beatles (6 weken)
- 20 februari: Quand le soleil dit bonjour aux montagnes (The French song) - Lucille Starr (2 weken)
- 6 maart: Let kiss - Gudrun Jankis (2 weken)
- 20 maart: Eight days a week - The Beatles (1 week)
- 27 maart: Let kiss - Gudrun Jankis (3 weken)
- 17 april: The last time - Rolling Stones (3 weken)
- 8 mei: Ticket to ride - The Beatles (8 weken)
- 3 juli: Hello Josephine - The Scorpions (3 weken)
- 24 juli: Wooly Bully - Sam the Sham & the Pharaohs (3 weken)
- 14 augustus: Help! - The Beatles (3 weken)
- 4 september: (I can't get no) Satisfaction - Rolling Stones (8 weken)
- 30 oktober: This strange effect - Dave Berry (1 week)
- 6 november: Yesterday - The Beatles (8 weken)

## 1966
- 1 januari: We can work it out / Daytripper - The Beatles (7 weken)

Lijsten van nummer 1-hits in de Nederlandse Top 40

1965 ·
1966 ·
1967 ·
1968 ·
1969 ·
1970 ·
1971 ·
1972 ·
1973 ·
1974 ·
1975 ·
1976 ·
1977 ·
1978 ·
1979 ·
1980 ·
1981 ·
1982 ·
1983 ·
1984 ·
1985 ·
1986 ·
1987 ·
1988 ·
1989 ·
1990 ·
1991 ·
1992 ·
1993 ·
1994 ·
1995 ·
1996 ·
1997 ·
1998 ·
1999 ·
2000 ·
2001 ·
2002 ·
2003 ·
2004 ·
2005 ·
2006 ·
2007 ·
2008 ·
2009 ·
2010 ·
2011 ·
2012 ·
2013 ·
2014 ·
2015 ·
2016 ·
2017 ·
2018 ·
2019 ·
2020 ·
2021 ·
2022 ·
2023 ·
2024 ·
2025

Lijsten van nummer 1-hits in de Nederlandse Single Top 100

1969 ·
1970 ·
1971 ·
1972 ·
1973 ·
1974 ·
1975 ·
1976 ·
1977 ·
1978 ·
1979 ·
1980 ·
1981 ·
1982 ·
1983 ·
1984 ·
1985 ·
1986 ·
1987 ·
1988 ·
1989 ·
1990 ·
1991 ·
1992 ·
1993 ·
1994 ·
1995 ·
1996 ·
1997 ·
1998 ·
1999 ·
2000 ·
2001 ·
2002 ·
2003 ·
2004 ·
2005 ·
2006 ·
2007 ·
2008 ·
2009 ·
2010 ·
2011 ·
2012 ·
2013 ·
2014 ·
2015 ·
2016 ·
2017 ·
2018 ·
2019 ·
2020 ·
2021 ·
2022 ·
2023 ·
2024 ·
2025

Lijsten van nummer 1-hits in de 538 Top 50

2019 ·
2020 ·
2021 ·
2022 ·
2023 ·
2024 ·
2025